# Giacomo de' Rossi

Stemma della famiglia Rossi di Parma.

Giacomo de' Rossi (Parma, .... – San Secondo Parmense, circa 1370) è stato un nobile italiano, appartenente alla casata dei Rossi.

## Biografia
Figlio di Rolando e Agnese Ruggeri, insieme al fratello Bertrando prestò a più riprese forti somme di denaro al Capitolo della Cattedrale di Parma, essendo all'epoca vescovo lo zio Ugolino de' Rossi, fino a raggiungere la somma complessiva di 1071 fiorini d'oro.
A causa della grave situazione d'insolvenza il Capitolo alienò a favore dei due fratelli creditori le terre di San Secondo come risarcimento del debito contratto. L'atto redatto dal notaio Alberto Malebranche fu redatto nella cappella di San Vicinio nella Cattedrale il giorno 8 aprile 1365. Con l'approvazione dello zio Ugolino il 2 gennaio 1367 il solo Giacomo (essendo morto nel frattempo il fratello) entrò in possesso del feudo di San Secondo venendo nominato primo conte.
Nel 1368 i sudditi di San Secondo giurarono fedeltà a Giacomo "come ai suoi antecessori" ciò dimostra quanto già fosse radicato il potere dei Rossi a San Secondo e quando de facto stessero già esercitando la propria signoria anche se non formalmente riconosciuta. In seguito fondò un beneficio ecclesiastico.
Pur in presenza di figli maschi, Giacomo nel suo testamento datato 18 agosto 1370 lasciava per cause ignote il feudo di San Secondo in eredità al nipote Bertrando di Bertrando, figlio del fratello insieme al quale Giacomo vantava il credito nei confronti del capitolò che portò alla signoria sulle terre di San Secondo probabilmente ciò fu dovuto ad un accordo antecedente fra i due fratelli che comprarono insieme la contea di San Secondo, essendo premorto il fratello Bertrando seniore la contea formalmente passò a Bertrando juniore, anche se di fatto il figlio di Giacomo, Rolando, esercitò la signoria a San Secondo sino all'anno della sua morte senza eredi avvenuta nel 1389.
Giacomo morì a San Secondo attorno al 1370.

## Discendenza
Giacomo ebbe quattro figli dalle due mogli che sposò, la prima, Agnese di Bonaccorso Ruggeri morì nel 1350, mentre la seconda, anch'essa di nome Agnese, figlia di Bonifacio Lupi già vedova di un Pallavicino marchese di Varano, che morì nel 1403. Dei quattro figli sono noti i nomi dei due maschi: Rolando e Bertrando..